# متوکسی پروپان
متوکسی پروپان (به انگلیسی: Methoxypropane) با فرمول شیمیایی C۴H۱۰O یک ترکیب شیمیایی با شناسه پاب‌کم ۴۹۴۷ است. که جرم مولی آن ۷۴٫۱۲ گرم بر مول می‌باشد.